# Villaggio Prealpino
Il Villaggio Prealpino è una zona residenziale suddivisa fra i territori comunali di Brescia, dove è organizzata come quartiere, e quello di Bovezzo.

## Geografia fisica
L'area residenziale sorge su un falsopiano posto ai limiti settentrionali del comune di Brescia e nella porzione meridionale di quello di Bovezzo. La zona appartenente al primo comune è delimitata a nord, dallo stesso comune di Bovezzo; a ovest, dal fiume Mella e dal territorio comunale di Collebeato; a sud, rispettivamente dalla parte terminale della tangenziale Montelungo e da via Triumplina, parte dell'ex statale delle Tre valli, fino all'incrocio con via Conicchio; a sudest, il confine corre lungo quest'ultima strada che costituisce parte dell'ex statale del Caffaro. L'area appartenente al comune di Bovezzo si trova lungo via Dante Alighieri, via Primo Maggio e le loro traverse.
Presso la cascina «Miracampo» avviene la derivazione del canale Bova dal fiume Grande.

## Origine del nome
Il toponimo è la contrazione della denominazione originaria dell'area residenziale, Villaggio Famiglia Prealpina, dal nome delle due cooperative, volute da Padre Ottorino Marcolini, che l'avevano edificato: «La Famiglia» e «Prealpina».

## Storia
Fino alla prima metà degli anni Cinquanta del Novecento, l'area ove sarebbe sorto il quartiere era prevalentemente rurale, tra gli abitati di Stocchetta e Conicchio. La prima era suddivisa fra Brescia e Concesio, mentre la seconda era condivisa con il comune di Bovezzo.
Tra il 1958 e il 1971 su quest'area agricola fu edificato un "villaggio" di edilizia popolare secondo i principi espressi da padre Ottorino Marcolini. La costruzione fu effettuata da due cooperative a lui legate: «La Famiglia» e «Prealpina». Da subito furono costruite le scuole elementari, che per i primi anni funzionarono anche da centro aggregativo con l'attivazione di un cinema provvisorio nello scantinato. Nel 1960 fu aperto l'Oratorio e nel 1961 la chiesa di Santa Giulia. Qualche anno più tardi fu aperto il Cinema-Teatro «Excelsior»; negli anni Ottanta fu ribattezzato Teatro Santa Giulia e negli anni Duemila fu ristrutturato.
Nel 1965, la mancanza di servizi, come le linee di trasporto urbano, e di infrastrutture adeguate, spinsero alcuni abitati a organizzare un primo comitato. L'esperienza fu di breve durata, ma tre anni dopo fornì l'esperienza per costituire nella vicina Mompiano un comitato di quartiere. Nel 1970, quello del Prealpino si ricostituì e si tennero nuove elezioni. Solo nel luglio 1972, il consiglio comunale diede una struttura organizzata e ufficiale agli organismi di rappresentanza locale, istituendo i consigli di quartiere e suddividendo la città in trenta quartieri, tra cui quello denominato "Villaggio Prealpino". Il primo consiglio fu eletto il 27 ottobre 1974.
Nell'aprile 1977, il consiglio comunale approvò il regolamento predisposto dalla Giunta Trebeschi per l'attuazione delle circoscrizioni secondo quanto stabilito dalla legge 278/1976. Il Villaggio fu assegnato alla Seconda circoscrizione. Trent'anni dopo, con la riforma voluta dalla Giunta Corsini, il quartiere divenne parte della Circoscrizione Nord.
Nel 2014, a seguito dell'abolizione delle circoscrizioni per i nuovi limiti imposti dalla legge 191/2009, la Giunta Del Bono decise di riattivare i Consigli di quartiere: le prime elezioni del nuovo organismo si tennero il 14 ottobre Con l'occasione furono ridefiniti i confini di alcune suddivisioni: la località della Stocchetta, fino a quel momento suddivisa tra il quartiere del Villaggio Prealpino e quello di Casazza, fu assegnata completamente al primo.

## Società

### Religione
All'interno del territorio sono presenti due chiese parrocchiali: 
- santa Giulia, a servizio del villaggio Prelpino. All'interno si conservano la maggior parte delle reliquie della martire. Nei pressi del complesso parrocchiale è presente il Teatro Santa Giulia, gestito da un'associazione culturale di quartiere.
- san Giovanni Battista, a servizio della frazione della Stocchetta di Brescia e di Concesio, eretta nel 1860 e situata al limite ovest del quartiere, sulla strada Triumplina.

Presso la parrocchia della Stocchetta è presente anche la "Missione con cura d'anime": una cappellania al servizio degli immigrati. È retta dal parroco di san Giovanni Battista con la presenza di cappellani coadiutori.

## Infrastrutture e trasporti
Il quartiere è collegato al centro cittadino dalla linea 10 (Concesio-Poncarale) della rete di trasporti urbani di Brescia, mentre la frazione Stocchetta è servita dalla linea 11 (Collebeato-Botticino) e dal comparto, gestito da Arriva Italia, delle autolinee extraurbane a servizio della Valtrompia.
La stazione di Prealpino è capolinea della linea metropolitana della città: formalmente si trova nel territorio del quartiere Casazza, ma è anche a servizio del Villaggio, da cui ha assunto la denominazione.
È presente inoltre una postazione di Bicimia all'incrocio tra via Tovini e la traversa Decima.

## Sport
Il quartiere ospita una società di calcio, due di pallavolo ed una di atletica: la Running Prealpino con oltre cento tesserati. Nel 2012 è nata una nuova società calcistica con denominazione USO UNITED che ha raggruppato le società dell'USO Bovezzo, dell'oratorio della Stocchetta e dell'Uso Prealpino Santagiulia.